# Leonard Hubert Stickland
Leonard Hubert Stickland (* 4. Dezember 1905) war ein britischer Biochemiker.
Stickland studierte in Cambridge. Er ist bekannt für die Entdeckung von Hydrogenasen mit Marjory Stephenson, mit der er 1928 bis 1934 zusammenarbeitete. Damals war er Student (ausgezeichnet als Goldsmiths Senior Student und Benn W. Levy Student). Sie fanden die Hydrogenase in Kolibakterien im Fluss Ouse bei Cambridge, der damals nahe einer Zuckerrübenfabrik stark verschmutzt war.
1931 erwarb Stickland an der University of Cambridge sowohl einen Bachelor als auch einen Ph.D.
Später untersuchte er im Labor von Stephenson den Aminosäure-Stoffwechsel von Clostridium sporogenes. Stickland untersuchte auch Glykolyse und Stoffwechsel von Knochenmark sowie der Leber von Ratten bei Karzinogese durch Buttergelb. In einer Arbeit von 1934 führte er die nach ihm benannte Stickland-Reaktion ein.
Ab 1948 war er Senior Lecturer für experimentelle Biochemie an der University of Leeds (Abteilung experimentelle Pathologie und Krebsforschung). 
Stickland veröffentlichte von 1929 bis 1968 über 50 Beiträge in verschiedenen Fachzeitschriften, unter anderem im Biochemical Journal.

## Schriften (Auswahl)
- mit Stephenson: Hydrogenase: a bacterial enzyme activating molecular hydrogen, Biochemical Journal, Band 25, 1931, S. 205–214